# Kévin Denkey
Ahoueke Steeve Kévin Denkey (Lomé, 30 de noviembre de 2000) es un futbolista togolés. Juega de delantero en el F. C. Cincinnati de la Major League Soccer de Estados Unidos.

## Trayectoria
Nació en Togo, y se mudó con su familia a Francia a temprana edad. Entró a las inferiores del Nîmes Olympique en 2014. Debutó profesionalmente en el primer equipo el club el 13 de enero de 2017 en el empate a cero contra el Le Havre en la Ligue 2.
En enero de 2019 fue enviado a préstamo al A. S. Béziers por seis meses.
A principios de 2021 abandonó Nimes y firmó por tres años y medio con el Círculo de Brujas. En el club belga experimentó una progresión constante, hasta alcanzar su máximo esplendor en la temporada 2023-24, donde se convirtió en el máximo anotador de la liga y fue pieza clave en el ascenso en la tabla de posiciones. A pesar de haber sido vinculado con varios equipos europeos, en noviembre de 2024 fue anunciado su fichaje para el FC Cincinnati por $16.2 millones de dólares, firmando un contrato de cuatro años con opción a uno más. Aunque inicialmente se convirtió en el fichaje más caro de la historia de la Major League Soccer, este récord fue superado poco después con el traspaso de Emmanuel Latte Lath al Atlanta United, quien fue adquirido por $22 millones.

## Selección nacional
Jugó con la selección de Togo sub-20 en el Torneo Esperanzas de Toulon de 2018, donde anotó dos goles en tres encuentros.
Es internacional absoluto con la selección de Togo desde 2018. Debutó el 9 de septiembre en el empate 0-0 contra Benín de la clasificación para la Copa Africana de Naciones de 2019.

## Estadísticas
Actualizado al último partido disputado el 16 de agosto de 2025.
| Club                            | Div.          | Temporada     | Liga  | Liga  | Copas nacionales | Copas nacionales | Copas internacionales | Copas internacionales | Total | Total |
| Club                            | Div.          | Temporada     | Part. | Goles | Part.            | Goles            | Part.                 | Goles                 | Part. | Goles |
| ------------------------------- | ------------- | ------------- | ----- | ----- | ---------------- | ---------------- | --------------------- | --------------------- | ----- | ----- |
| Nîmes Olympique II Francia      | 5.ª           | 2016-17       | 14    | 7     | —                | —                | —                     | —                     | 14    | 7     |
| Nîmes Olympique Francia         | 2.ª           | 2016-17       | 1     | 0     | —                | —                | —                     | —                     | 1     | 0     |
| Nîmes Olympique II Francia      | 5.ª           | 2017-18       | 18    | 7     | —                | —                | —                     | —                     | 18    | 7     |
| Nîmes Olympique II Francia      | 4.ª           | 2018-19       | 12    | 8     | —                | —                | —                     | —                     | 12    | 8     |
| A. S. Béziers Francia           | 2.ª           | 2018-19       | 11    | 1     | —                | —                | —                     | —                     | 11    | 1     |
| A. S. Béziers Francia           | Total club    | Total club    | 11    | 1     | 0                | 0                | 0                     | 0                     | 11    | 1     |
| Nîmes Olympique II Francia      | 4.ª           | 2019-20       | 4     | 3     | —                | —                | —                     | —                     | 4     | 3     |
| Nîmes Olympique II Francia      | Total club    | Total club    | 48    | 25    | 0                | 0                | 0                     | 0                     | 48    | 25    |
| Nîmes Olympique Francia         | 1.ª           | 2019-20       | 17    | 3     | 2                | 0                | —                     | —                     | 19    | 3     |
| Nîmes Olympique Francia         | 1.ª           | 2020-21       | 10    | 1     | 0                | 0                | —                     | —                     | 10    | 1     |
| Nîmes Olympique Francia         | Total club    | Total club    | 28    | 4     | 2                | 0                | 0                     | 0                     | 30    | 4     |
| Círculo de Brujas · Bélgica     | 1.ª           | 2020-21       | 13    | 2     | 3                | 1                | —                     | —                     | 16    | 3     |
| Círculo de Brujas · Bélgica     | 1.ª           | 2021-22       | 28    | 6     | 1                | 1                | —                     | —                     | 29    | 7     |
| Círculo de Brujas · Bélgica     | 1.ª           | 2022-23       | 38    | 11    | 2                | 2                | —                     | —                     | 40    | 13    |
| Círculo de Brujas · Bélgica     | 1.ª           | 2023-24       | 38    | 27    | 1                | 1                | —                     | —                     | 39    | 28    |
| Círculo de Brujas · Bélgica     | 1.ª           | 2024-25       | 17    | 10    | 1                | 0                | 10                    | 5                     | 28    | 15    |
| Círculo de Brujas · Bélgica     | Total club    | Total club    | 134   | 56    | 8                | 5                | 10                    | 5                     | 152   | 66    |
| F. C. Cincinnati Estados Unidos | 1.ª           | 2025          | 23    | 13    | —                | —                | 4                     | 2                     | 27    | 15    |
| F. C. Cincinnati Estados Unidos | Total club    | Total club    | 23    | 13    | 0                | 0                | 4                     | 2                     | 27    | 15    |
| Total carrera                   | Total carrera | Total carrera | 244   | 99    | 10               | 5                | 14                    | 7                     | 268   | 111   |
| 1. 2.                           |               |               |       |       |                  |                  |                       |                       |       |       |

### Hat-tricks
| 1 | 15 de octubre de 2022 | Jan Breydel, Brujas | Círculo de Brujas - K. A. S. Eupen        |  | 5 - 1 | Pro League 2022-23                  |
| 2 | 7 de octubre de 2023  | Jan Breydel, Brujas | Círculo de Brujas - Oud-Heverlee Leuven   |  | 3 - 2 | Pro League 2023-24                  |
| 3 | 3 de octubre de 2024  | Jan Breydel, Brujas | Círculo de Brujas - F. C. St. Gallen 1879 |  | 6 - 2 | Liga Conferencia de la UEFA 2024-25 |